# Viladamat
Viladamat är en kommun i Spanien.   Den ligger i provinsen Província de Girona och regionen Katalonien, i den östra delen av landet, 600 km öster om huvudstaden Madrid. Antalet invånare är 451. Arean är 11,7 kvadratkilometer. Viladamat gränsar till L'Escala, Albons, La Tallada d'Empordà, Garrigoles och Ventalló. 
Terrängen i Viladamat är platt.